# 弗朗库 (米兰德拉)
弗朗库是葡萄牙布拉干萨区的一个堂区。总面积17.15平方公里，总人口302人，人口密度17.6人/平方公里。